# Otok (Vinkovci)

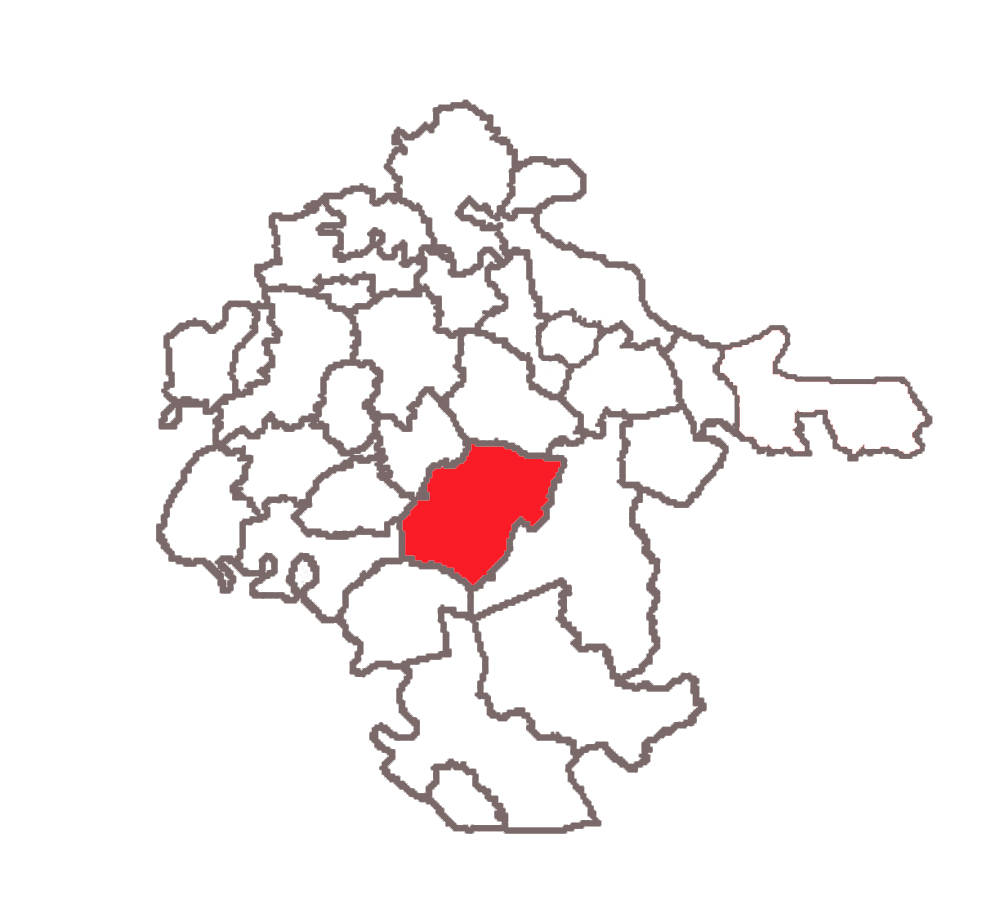
Lage der Stadt Otok in der Gespanschaft Vukovar-Syrmien

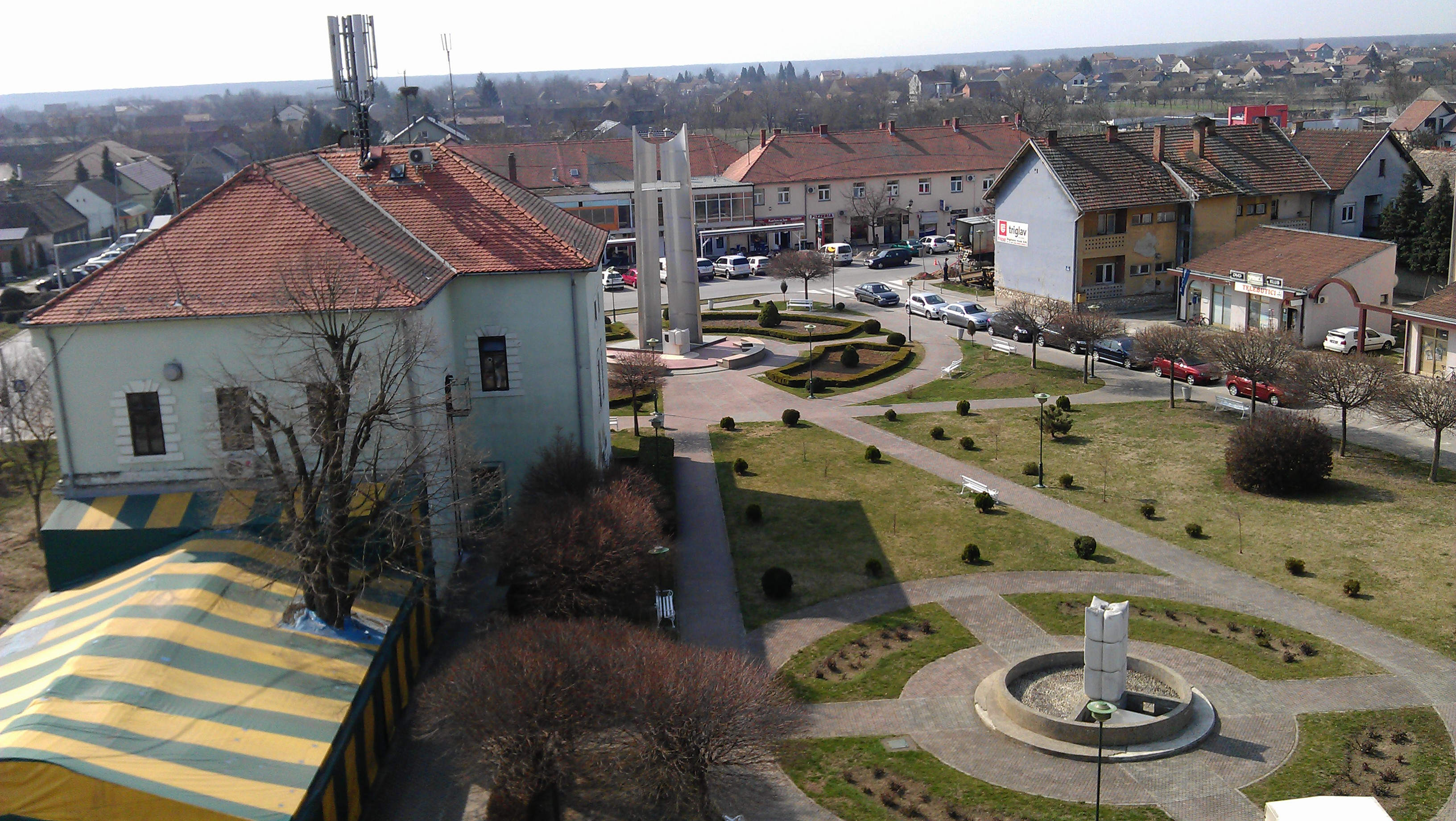
Zentrum der Stadt

Otok ist eine Kleinstadt in der Gespanschaft Vukovar-Srijem, Region Slawonien, im nordöstlichen Kroatien.

## Geographie
Otok liegt etwa 20 km südöstlich von Vinkovci, nahe den Grenzen zu Bosnien und Serbien. Die Gemeinde hat 6343 Einwohner (Volkszählung 2011).

## Geschichte
Die Stadt Otok wurde bereits in der Jungsteinzeit von Menschen besiedelt. In der Nähe des Ortes wurden 1957 archäologische Ausgrabungen durchgeführt, wobei eine Hügelfestung in der Größe 134 × 128 Meter entdeckt wurde. Die ältesten Funde dieser Ausgrabungsstätte können der Sopot-Kultur zugeordnet werden. Des Weiteren fand man in der oberen Erdschicht einen frühmittelalterlichen Friedhof aus der Zeit der Awaren.
Otok wurde zum ersten Mal im Jahr 1333 im päpstlichen Zehntenregister urkundlich erwähnt. In einer Urkunde des Papstes Innozenz VI.  aus dem Jahr 1357, wird den Franziskanern erlaubt, ein Kloster in Otok zu gründen.
Im Jahr 1526 wurde der Ort, so wie die ganze Region, von den Türken erobert und besetzt. Nach der Schlacht bei Slankamen 1691 wurde Otok von der türkischen Herrschaft wieder befreit. 
Nach dem Ende des Ersten Weltkrieges wurde es im Jahr 1918 dem neuen Königreich Jugoslawien zugesprochen. Während des Zweiten Weltkrieges, von 1941 bis 1945, gehörte das Gebiet zum neu entstandenen Vasallenstaat der Achsenmächte USK. Nach Ende des Zweiten Weltkrieges folgte dann die Eingliederung in die SFR Jugoslawien. 
Seit 1991 ist es Teil der Republik Kroatien.

## Bevölkerung
| Bevölkerungsentwicklung | Bevölkerungsentwicklung | Bevölkerungsentwicklung | Bevölkerungsentwicklung | Bevölkerungsentwicklung | Bevölkerungsentwicklung | Bevölkerungsentwicklung | Bevölkerungsentwicklung | Bevölkerungsentwicklung | Bevölkerungsentwicklung | Bevölkerungsentwicklung | Bevölkerungsentwicklung | Bevölkerungsentwicklung | Bevölkerungsentwicklung | Bevölkerungsentwicklung | Bevölkerungsentwicklung | Bevölkerungsentwicklung |
| ----------------------- | ----------------------- | ----------------------- | ----------------------- | ----------------------- | ----------------------- | ----------------------- | ----------------------- | ----------------------- | ----------------------- | ----------------------- | ----------------------- | ----------------------- | ----------------------- | ----------------------- | ----------------------- | ----------------------- |
| 1857                    | 1869                    | 1880                    | 1890                    | 1900                    | 1910                    | 1921                    | 1931                    | 1948                    | 1953                    | 1961                    | 1971                    | 1981                    | 1991                    | 2001                    | 2011                    | 2021                    |
| 2952                    | 3250                    | 3637                    | 3475                    | 3555                    | 3568                    | 3184                    | 3295                    | 3868                    | 4193                    | 4838                    | 5519                    | 5707                    | 5889                    | 5858                    | 4694                    | 4899                    |

## Kultur und Sehenswürdigkeiten
- In Otok, befindet sich eine Mühle (die Suvara), die von einer Pferdekutsche angetrieben wurde. Das Gebäude wurde in der ersten Hälfte des 19. Jahrhunderts erbaut und besteht aus einem Haus mit einer Mühle sowie einer Müllerwohnung. Der Antrieb der Mühle befindet sich im Dach.[5]

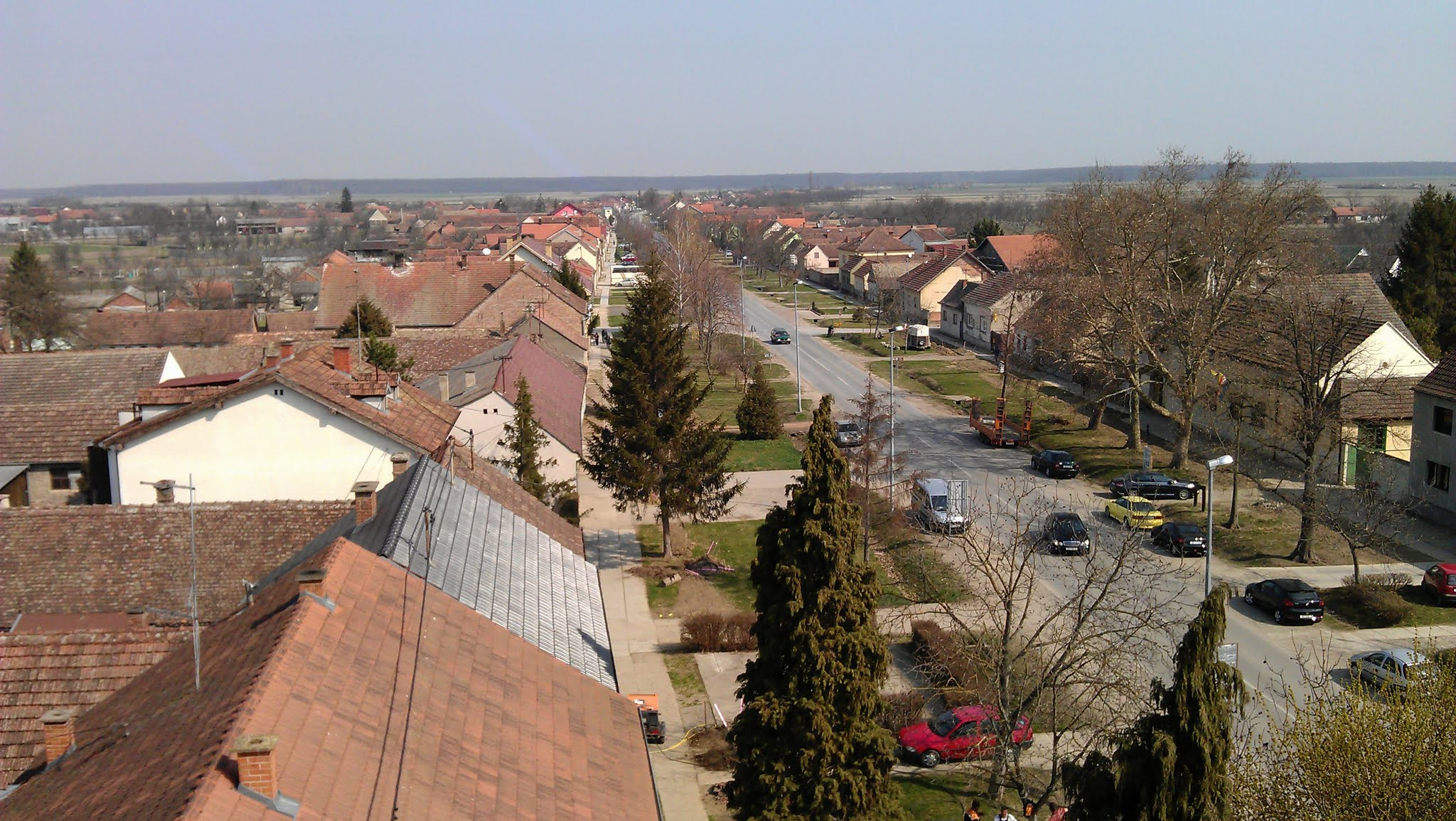
Stadtansicht
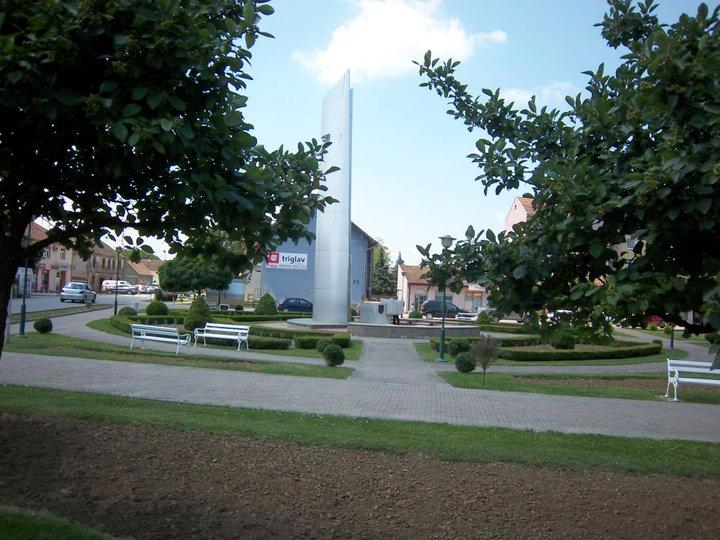
Kriegerdenkmal
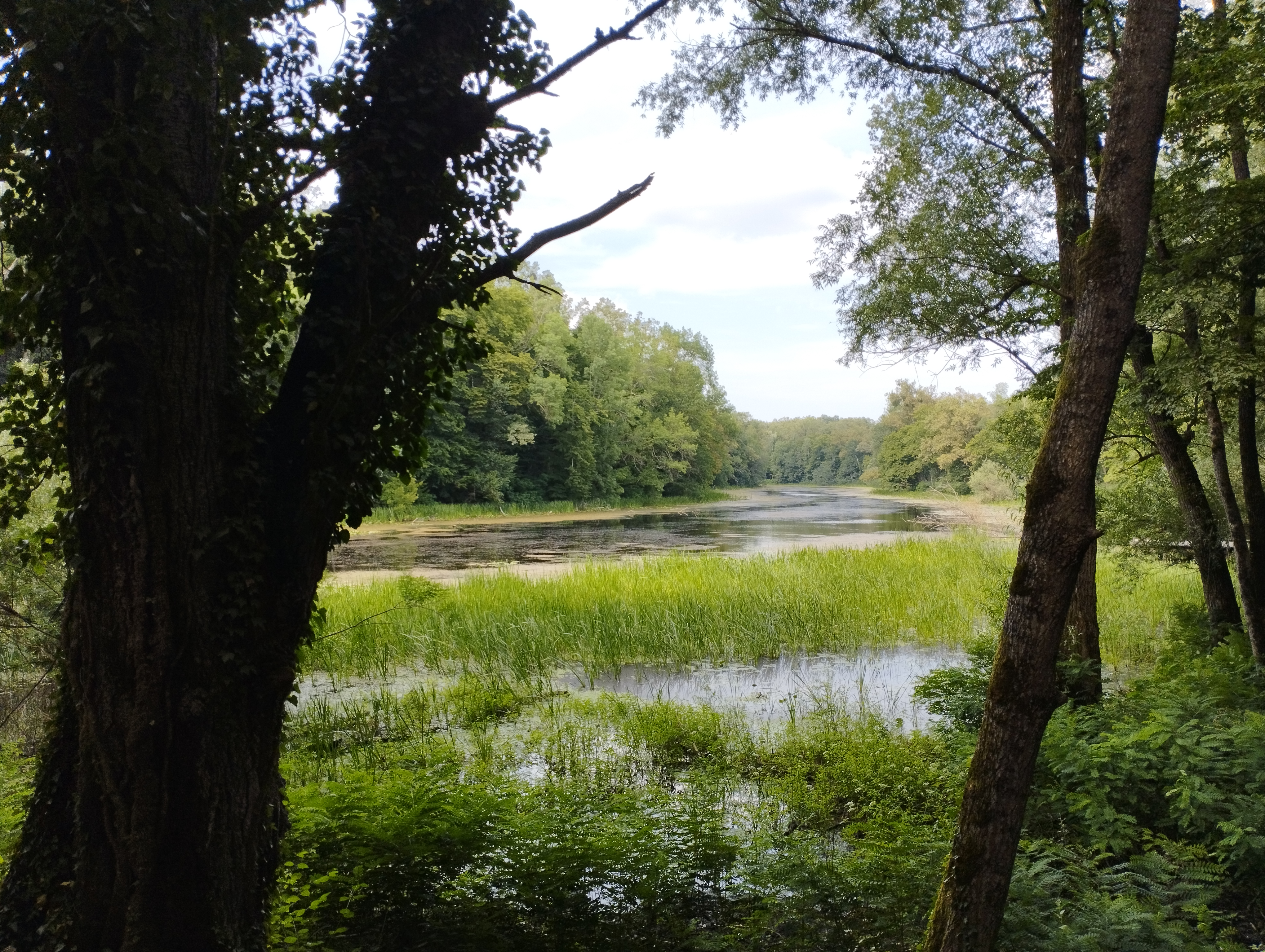
Naturpark Virovi
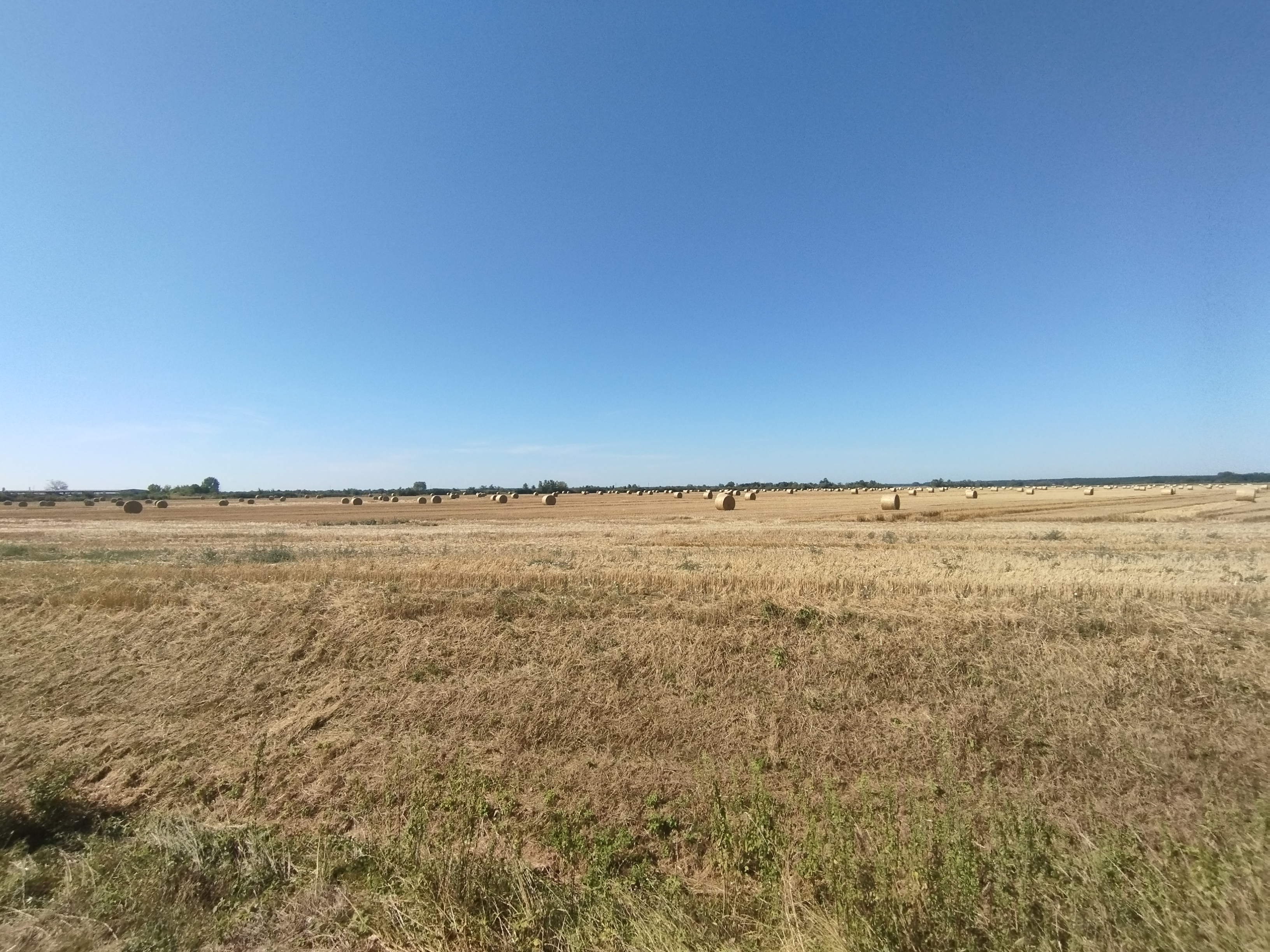
Landwirtschaftliche Flächen